# Pink-Panther-Reihe
Als Pink-Panther-Reihe bezeichnet man die US-amerikanischen Spielfilme, die ab 1963 entstanden sind und den Pariser Polizeiinspektor Jacques Clouseau zur Hauptfigur haben. Clouseau, als Figur von Regisseur Blake Edwards erfunden, wurde ursprünglich von Peter Sellers gespielt.

## Die Filme
Zwischen 1963 und 2008 wurden insgesamt elf Filme gedreht, von denen im engeren Sinne nur die fünf zu Lebzeiten von Peter Sellers von Blake Edwards gedrehten Filme als „Rosaroter-Panther-Filme“ gelten. 1980, als der Film The Romance of the Pink Panther noch in Arbeit war und die Dreharbeiten noch nicht begonnen hatten, starb Sellers an einem Herzinfarkt. Zwei Jahre später stellte Edwards aus nicht verwendeten alten Szenen den letzten Pink-Panther-Film zusammen, die Komödie Der rosarote Panther wird gejagt.
| Nr. | Jahr | Titel                                                                                 | Regie         | Jacques Clouseau | Anmerkungen                                                                                                |
| --- | ---- | ------------------------------------------------------------------------------------- | ------------- | ---------------- | --- |
| 1   | 1963 | Der rosarote Panther (The Pink Panther)                                               | Blake Edwards | Peter Sellers    | Inspektor Clouseau hier noch als Nebenfigur                                                                |
| 2   | 1964 | Ein Schuß im Dunkeln (A Shot in the Dark)                                             | Blake Edwards | Peter Sellers    | Erstmaliges Auftauchen von Chefinspektor Charles Dreyfus (Herbert Lom) und Diener Cato (Burt Kwouk)        |
| 3   | 1968 | Inspektor Clouseau (Inspector Clouseau)                                               | Bud Yorkin    | Alan Arkin       | außerhalb der Reihe, mit (abgesehen von Clouseau) anderen Figuren                                          |
| 4   | 1975 | Der rosarote Panther kehrt zurück (The Return of the Pink Panther)                    | Blake Edwards | Peter Sellers    | Christopher Plummer übernimmt die Rolle von David Niven als Sir Charles Lytton                             |
| 5   | 1976 | Inspektor Clouseau, der „beste“ Mann bei Interpol (The Pink Panther Strikes Again)    | Blake Edwards | Peter Sellers    | |
| 6   | 1978 | Inspector Clouseau – Der irre Flic mit dem heißen Blick (Revenge of the Pink Panther) | Blake Edwards | Peter Sellers    | |
| 7   | 1982 | Der rosarote Panther wird gejagt (Trail of the Pink Panther)                          | Blake Edwards | Peter Sellers    | Szenen mit Peter Sellers aus Archiv-Material erstellt                                                      |
| 8   | 1983 | Der Fluch des rosaroten Panthers (Curse of the Pink Panther)                          | Blake Edwards | Roger Moore      | Roger Moore spielt Inspektor Clouseau (nach einer Gesichtsoperation) in einer Nebenrolle                   |
| 9   | 1993 | Der Sohn des rosaroten Panthers (Son of the Pink Panther)                             | Blake Edwards | –                | Roberto Benigni spielt den Sohn von Jacques Clouseau                                                       |
| 10  | 2006 | Der rosarote Panther (The Pink Panther)                                               | Shawn Levy    | Steve Martin     | Formal ein Prequel von Ein Schuß im Dunkeln, jedoch ohne historischen Zeitbezug                            |
| 11  | 2009 | Der rosarote Panther 2 (The Pink Panther 2)                                           | Harald Zwart  | Steve Martin     | Fortsetzung des Films von 2006, John Cleese übernimmt von Kevin Kline die Rolle des Chefinspektors Dreyfus |

## Inspektor Jacques Clouseau
Jacques Clouseau war ursprünglich eine von Peter Sellers dargestellte tragikomische Nebenfigur in dem unter der Regie von Blake Edwards entstandenen Film Der rosarote Panther (1963), die später zur Hauptfigur der Pink-Panther-Reihe wurde. Bis 1978 wurden fünf Filme mit Peter Sellers und außerhalb der offiziellen Reihe ein Film mit Alan Arkin als Clouseau gedreht. Mit dieser Figur wurde jedoch in Wirklichkeit nur Sellers identifiziert.

### Werdegang
In dem ersten Film Der rosarote Panther jagt Inspektor Jacques Clouseau von der Pariser Sûreté nationale den Meisterdieb, das „Phantom“. Allem Anschein nach hat es das „Phantom“ auf einen riesigen Diamanten, den „rosaroten Panther“ abgesehen. Clouseau vermutet hinter dem „Phantom“ den als untadelig geltenden Sir Charles Lytton. Nach allerlei Verstrickungen und hanebüchenen Verfolgungsjagden landet Clouseau schließlich selbst als vermeintlicher Dieb im Gefängnis.
Clouseau war in diesem Film zwar nicht der Star (sondern David Niven in der Rolle des „Phantoms“), er hatte jedoch die Sympathien des Publikums auf seiner Seite. In dem Bestreben, alles richtig und supergenau zu machen, richtet er nur Chaos an und steuert selbst in den übersichtlichsten Situationen schnurstracks in die nächste Katastrophe.
Aufgrund des großen Erfolgs der Rolle folgte im Jahr darauf eine Fortsetzung, die ganz auf die Figur des Inspektors zugeschnitten war. In Ein Schuß im Dunkeln (1964) klärt Clouseau nach dem Muster von Agatha Christie einen Mordfall in einem Landhaus mit vielen Verdächtigen.
Vorlage war ein erfolgreiches Broadway-Kriminalstück, für dessen Verfilmung Peter Sellers verpflichtet wurde. Todunglücklich über die anstehenden Dreharbeiten, wandte sich Sellers an Blake Edwards und bat ihn, die Regie zu übernehmen. Dieser wollte nur zusagen, wenn die Produzenten erlaubten, daraus einen Clouseau-Film machen zu dürfen. Sie stimmten zu, und das Drehbuch wurde völlig überarbeitet. Weitere Fortsetzungen waren zu jenem Zeitpunkt nicht geplant.
In diesem Film wurde Clouseaus Vorgesetzter eingeführt, der ständig einem Nervenzusammenbruch nahe Chefinspektor Dreyfus (Herbert Lom). Außerdem erscheint erstmals Clouseaus Diener und Kampftrainingspartner Cato (Burt Kwouk). Cato ist angelehnt an Kato, den Diener und Sidekick des US-Radioserienhelden Green Hornet aus den 1930er Jahren. In Inspector Clouseau – Der irre Flic mit dem heißen Blick gibt es eine weitere Anspielung auf Green Hornet: Clouseaus Auto, „Silver Hornet“ genannt, ist ein Citroën 2CV mit überdimensionalen Heckflossen, der nach wenigen Metern Fahrt in seine Einzelteile zerfällt.
1968 spielte Alan Arkin den Inspektor Clouseau unter der Regie von Bud Yorkin. Der Film hatte allerdings nicht den gewohnten Erfolg. Erst zwischen 1975 und 1978 entstanden drei weitere Rosaroter-Panther-Filme in der Konstellation Edwards/Sellers. Dabei wurde das Muster der beiden ersten Erfolgsfilme wieder aufgenommen: Clouseau richtet bei der Verbrechensbekämpfung regelmäßig Chaos und heillose Verwirrung an – schafft es am Ende durch Verkettung unmöglicher Zufälle aber doch, den Fall zu lösen.
1980 starb Sellers, nicht jedoch Clouseau. Die Clouseau-Szenen in dem 1982 entstandenen Film Der rosarote Panther wird gejagt bestehen zum großen Teil aus bis dahin nicht verwendeten Archivaufnahmen. 1983 taucht Clouseau sogar noch einmal persönlich auf, im Fluch des rosaroten Panthers. Er hat sich einer Gesichtsoperation unterzogen und wird nun von Roger Moore dargestellt.
2004 versuchte man, die Figur in die Gegenwart zu übersetzen. Clouseaus Rolle in Der rosarote Panther (2006) übernahm Steve Martin. Es handelt sich um eine eigenständige Geschichte, die in Clouseaus Vita etwa in der Zeit zwischen Der rosarote Panther (1963) und Ein Schuss im Dunkeln angesiedelt ist.

### Privates zur Figur Clouseau
Nach den Angaben in Der rosarote Panther wird gejagt wurde Jacques Clouseau am 8. September 1920 geboren. Seinem Vater, einem Winzer, gehörte das Château Clouseau à Lamarque. Mit 18 Jahren besuchte Clouseau die Universität. Er schloss sich der französischen Widerstandsbewegung an, als die Deutschen 1940 Frankreich besetzten. Nach dem Zweiten Weltkrieg wurde er Polizist.
Zu dem Zeitpunkt, als Jacques Clouseau 1963 seinen ersten Fall löst, ist er mit Simone Clouseau (gespielt von Capucine) verheiratet. Im Mai 1964 lässt sich Simone von ihrem Gatten scheiden und heiratet im Jahr darauf den Mann ihrer Träume, Sir Charles Lytton. Ebenfalls 1964 flirtet Clouseau bei der Aufklärung seines nächsten Falls (Ein Schuß im Dunkeln) heftig mit der Hauptverdächtigen Maria Gambrelli (Elke Sommer).
In dem 1976 gedrehten Film Inspektor Clouseau, der „beste“ Mann bei Interpol erfährt man, dass Jacques Clouseau bereits neun Jahre bei der Sûreté Nationale in Paris ist. Während seiner Dienstzeit wurde er zweimal für seine Tapferkeit ausgezeichnet (Der rosarote Panther wird gejagt).
1982 verschwindet Clouseau während der laufenden Ermittlungen um den Diebstahl des Rosaroten Panthers spurlos; in dem 1983 gedrehten Film Der Fluch des rosaroten Panthers wird die Geschichte aufgelöst: Clouseau hatte sich in die Gräfin Chandra, die den Diebstahl des Diamanten veranlasst hatte, verliebt und war nach einer Gesichtsoperation bei ihr geblieben. Sein weiterer Weg ist ungewiss.
1993 wurde Der Sohn des rosaroten Panthers gedreht, in dem Roberto Benigni den erstmals auftauchenden Sohn von Jacques Clouseau spielt, Jacques Gambrelli, der aus der Liaison mit Maria Gambrelli in Ein Schuß im Dunkeln hervorgegangen ist.

## Weitere mehrfach auftauchende Personen
- Chefinspektor Charles Dreyfus, gespielt von Herbert Lom
- Diener Cato Fong, gespielt von Burt Kwouk
- Sir Charles Lytton bzw. Sir Charles Litton, gespielt von David Niven und Christopher Plummer
- Sergeant François Chevalier bzw. Sergeant François Duval, gespielt von André Maranne
- Professor Auguste Balls, gespielt von Harvey Korman und Graham Stark
- George Lytton, gespielt von Robert Wagner

## Die Macher
Erfinder und Regisseur: Blake Edwards
Drehbuchautoren: Blake Edwards, Tony Adams, Frank Waldman, Tom Waldman
Musik: Henry Mancini

## Auszeichnungen

### Oscar
- Unter den offiziellen Filmen wurden die erste Verfilmung Der rosarote Panther (The Pink Panther) von 1963 sowie die vierte, Inspektor Clouseau, der „beste“ Mann bei Interpol (The Pink Panther Strikes Again), jeweils für einen Oscar nominiert; die Nominierungen in den Kategorien Beste Musik (erster Film) und Bester Song (zweiter Film) erhielt jeweils Henry Mancini.

### Golden Globe
- Peter Sellers war für Der rosarote Panther in der Kategorie Bester Hauptdarsteller in einer Komödie für einen Golden Globe nominiert
- Der rosarote Panther kehrt zurück war in den Kategorien Bester Film – Komödie, Bester Hauptdarsteller in einer Komödie (Peter Sellers) und Beste Musik (Henry Mancini) für einen Golden Globe Award nominiert
- Inspektor Clouseau, der „beste“ Mann bei Interpol erhielt in den Kategorien Bester Film – Komödie und Bester Hauptdarsteller in einer Komödie (Peter Sellers) Nominierungen für einen Golden Globe.

### Goldene Himbeere
- Für den Film Der Sohn des rosaroten Panthers (Son of the Pink Panther) erhielt Roberto Benigni eine Nominierung für die Goldene Himbeere als schlechtester Hauptdarsteller.

## Sonstiges
- Im Vorspann des ersten Films trat ein gezeichneter rosa Panther auf, mit dem die Zeichentrickserie Der rosarote Panther geschaffen wurde. Der namenlose Inspektor darin ist Peter Sellers in seiner Rolle als Jacques Clouseau nachempfunden.
- Die Mitglieder einer international tätigen Einbrecherbande nennen sich die Pink Panthers. 1993 erweckte die Bande zum ersten Mal Aufmerksamkeit; nach dem Diebstahl eines 500.000 £ teuren Diamanten aus einem Juweliergeschäft im Zentrum von London wurde ihr der Spitznamen „Pink Panthers“ verpasst.